# Alloscirtetica weyrauchi
Alloscirtetica weyrauchi là một loài Hymenoptera trong họ Apidae. Loài này được Michener, LaBerge & Moure mô tả khoa học năm 1955.